# Carlos Curbelo (politico)
Carlos Curbelo (Miami, 1º marzo 1980) è un politico statunitense, membro della Camera dei Rappresentanti per lo stato della Florida dal 2015 al 2019.

## Biografia
Nato a Miami in una famiglia cubana, dopo gli studi all'Università di Miami Curbelo fondò uno studio di pubbliche relazioni e lavorò nello staff del senatore George LeMieux.
Entrato in politica con il Partito Repubblicano, nel 2014 si candidò alla Camera dei Rappresentanti contro il deputato democratico in carica da un solo mandato Joe Garcia; la competizione si rivelò combattuta e alla fine Curbelo riuscì ad essere eletto sconfiggendo di misura Garcia.
Riconfermato per un secondo mandato due anni dopo, nel 2018 venne sconfitto dall'avversaria democratica Debbie Mucarsel-Powell.